# Karl-Heinz Engert
Karl-Heinz Engert (* 13. Oktober 1919 in Hamburg; † 11. Mai 1986 ebenda) war ein deutscher Maler und Grafiker.

## Leben
Karl-Heinz Engert machte von 1934 bis 1938 eine Lehre als Grafiker und Reprotechniker beim Broschek & Co. Verlag (Hamburger Fremdenblatt) in Hamburg. Zeitgleich absolvierte er von 1934 bis 1938 eine Ausbildung an der HFBK Hamburg (in Abendsemestern) bei Paul Helms, Erwin Krubeck, Hermann Mende, August Seiffert und Willy Habl. Im Zweiten Weltkrieg war er von 1940 bis 1945 Soldat im Russlandfeldzug.
Engert war 1945 eines der ersten Mitglieder des Hamburger Kunstvereins, nachdem dieser zum Ende des Zweiten Weltkriegs erneut seine Tätigkeit aufnahm. Ab 1946 war Engert als selbstständiger Gebrauchsgrafiker und Illustrator für die Schallplattenindustrie, Lebensmittelindustrie, Versicherungen, Verlage, Petrochemie und Bundesbehörden in Hamburg tätig. So entwarf er beispielsweise in den 1950er Jahren das Logo der Firma Carl Kühne KG und gestaltete unter anderem Schallplattencover für Teldec.

## Werk
Unter Verwendung diverser Materialien entwickelte Engert Bildwelten grafischer, malerischer und plastischer Natur. Bei seinen grafischen Blättern konstituierte sich der Bildinhalt insbesondere aus intuitiv bedingten Struktur-Grundmustern. Aus dem Filigran der Grundstruktur dieser Basisblätter realisierte er das latent darin erkennbare Thema durch Zeichnung oder Farbgebung. Auf diese Weise verfolgte Engert die Absicht, den Freiraum kreativer Mannigfaltigkeit für Experimente offen zu halten und nach neuen Ausdrucksmöglichkeiten zu suchen. Er nutzte hierbei unter anderem die von ihm entwickelte Technik des Kartonschnitts. Sein Œuvre umfasst ein breites Spektrum an Grafiken (Holz- und Linolschnitt), Zeichnungen, Aquarellen, Kartonschnitt, Monotypien, Assemblagen sowie Ölgemälden und Gouachen. In den 1940er bis 1970er Jahren war Engert in zahlreichen Ausstellungen vertreten, so unter anderem 1941 ehem. Insterburg (Ostpreußen), 1947 Augsburg, 1948 Hamburg, 1950 Neustadt a. d. H., 1973 Düsseldorf, 1973 Stade, 1978 Hamburg, 1978 Frankenmoor bei Stade (Galerie im Moor).

## Werke in Sammlungen
Deutschland
Altonaer Museum, Hamburg (Inv. Nr.: 2021-30 – 2021-36)